# Monts de Pangala
Monts de Pangala är en bergskedja i Kongo-Brazzaville. Den ligger i departementet Bouenza, i den sydvästra delen av landet, 190 km väster om huvudstaden Brazzaville.